# 蕨萁
蕨萁（学名：Botrychium virginianum）为阴地蕨亚科蕨萁属下的一个种。中国浙江、山西、陕西、湖北西部、云南西北部，欧洲、北美洲、巴西、温带亚洲（如朝鲜、日本、喜马拉雅）都有分布。

## 扩展阅读
- 維基物種上的相關：蕨萁